# Itucale
Itucale, pleme američkih Indijanaca porodice simacuan u šumama sjeverno od rijeke Marañón u Peruu. Itucale graniče s plemenom Urarina i vjerojatno su njihov ogranak. Njihovo ime jezikoslovci danas koriste kao alternativni naziv za jezik urarina.